# Нестеренко Лада Станіславівна
Нестеренко Лада Станіславівна (*3 серпня 1976 року у Києві, Україна) — українська лижниця, Майстер спорту міжнародного класу. До складу збірної команди України потрапила у 1996 році і з того ж року почала виступати на міжнародній арені. П'ять разів стартувала на етапах Кубка світу. Найвищим досягненням є сьоме місце на Чемпіонаті світу 2007 року в Саппоро у 30 км гонці класичним стилем. На Чемпіонаті світу 2009 року зайняла 33 місце у 10 км гонці класичним стилем. У 2008 році на Кубку Європи посіла перше місце у 5 км гонці класичним стилем та перше місце у 5 км гонці вільним стилем.
Виступає за клуб «Україна» (м. Харків).

## Освіта
Має дві закінченні вищі освіти:
- Національний університет фізичного виховання і спорту України, спеціальність тренер — викладач
- Харківська державна академія фізичної культури

## Хобі
- Читання детективів
- Автомобілі

## Виноски
1. ↑  Національний олімпійський комітет України — Лада Нестеренко". Архів оригіналу за 16 лютого 2010. Процитовано 13 лютого 2010.
2. ↑  Нестеренко Лада — Майстер спорту України міжнародного класу на сайті Федерації лижного спорту України. Архів оригіналу за 20 серпня 2008. Процитовано 13 лютого 2010.